# فراشة نطاطة
الفراشات النطاطة أو فصيلة هيسبيرييدي (بالإنجليزية: Skipper)‏، هي فصيلة حشرات تنتمي إلى الفصيلة العليا الفراشيات النطاطية "Hesperiidae"، من رتبة قشريات الجناح. سميت بالنطاطة لما تتميز به من حركات قافزة سريعة أثناء الطيران، قد تصل إلى 30 كلم/ساعة.
تختلف الفراشات النطاطة عن باقي الفراشات من بعض النواحي الشكلية، فأجسام الفراشات النطاطة أكثر امتلاءً كالعثث، وقرونها الاستشعارية الشبيهة بالمضارب تكون معقوفة إلى الخلف، وعضلات أجنحتها أكثر قوة.
يصعب التفريق بين بعض أنواع الفراشات النطاطة، ويعود ذلك إلى التشابه الكبير بين مظاهرها، حيث لا يمكن معرفة الأنواع التي تنتمي إليها إلا عبر تشريحها.
توجد حوالي 3400 نوع من الفراشات النطاطة، وهي تصنيف غالباً تحت إحدى هذه التحت عائلات:
- الخرامات والخريمات
- الفراشات النطاطة العشبية
- الفراشات النطاطة الصغيرة
- الفراشات النطاطة العملاقة
- الفراشات النطاطة المنتشرة الجناح
- الفراشات النطاطة النارية الطرف
- الفراشات النطاطة الأسترالية

## اقرأ أيضا
- فراشة مونارش
- فراشة لؤلؤية صغيرة
- هجرة فراشة الملك